# Campeonato Mundial de Atletismo de 2019 - 50 km marcha atlética masculina
A competição da marcha atlética masculina 50 km no Campeonato Mundial de Atletismo de 2019 foi realizada em Doha, no Catar, no dia 28 de setembro.

## Recordes
Antes da competição, os recordes eram os seguintes: 
| Recorde mundial                               | Yohann Diniz (FRA)   | 3:32:33 | Zurique, Suíça        | 15 de agosto de 2014   |
| Recorde do campeonato                         | Yohann Diniz (FRA)   | 3:33:12 | Londres, Grã Bretanha | 27 de agosto de 2003   |
| Recorde do ano                                | Yohann Diniz (FRA)   | 3:37:43 | Alytus, Lituânia      | 19 de maio de 2019     |
| Recorde da África                             | Marc Mundell (RSA)   | 3:54:12 | Melbourne, Austrália  | 13 de dezembro de 2015 |
| Recorde da Ásia                               | Yu Chaohong (CHN)    | 3:36:06 | Nanquim, China        | 22 de outubro de 2005  |
| Recorde da América do Norte, Central e Caribe | Erick Barrondo (GUA) | 3:41:09 | Dudince, Eslováquia   | 23 de março de 2013    |
| Recorde da América do Sul                     | Andrés Chocho (ECU)  | 3:42:57 | Ciudad Juárez, México | 6 de março de 2016     |
| Recorde da Europa                             | Yohann Diniz (FRA)   | 3:32:33 | Zurique, Suíça        | 15 de agosto de 2014   |
| Recorde da Oceania                            | Nathan Deakes (AUS)  | 3:35:47 | Geelong, Austrália    | 2 de dezembro de 2006  |

## Medalhistas
| Ouro                | Prata             | Bronze            |
| Yusuke Suzuki (JPN) | João Vieira (POR) | Evan Dunfee (CAN) |

## Tempo de qualificação
| Tempo de qualificação |
| --------------------- |
| 3:59:00               |

## Calendário
| Data                   | Horário | Fase  |
| ---------------------- | ------- | ----- |
| 28 de setembro de 2019 | 23:30   | Final |

Todos os horários estão no horário local (UTC+3)

## Resultado final
A final ocorreu dia 28 de setembro às 23:30. 
| Pos.              | Atleta                 | Nacionalidade | Tempo   | Notas                |
| ----------------- | ---------------------- | ------------- | ------- | -------------------- |
| Medalha de ouro   | Yusuke Suzuki          | Japão         | 4:04:20 |                      |
| Medalha de prata  | João Vieira            | Portugal      | 4:04:59 |                      |
| Medalha de bronze | Evan Dunfee            | Canadá        | 4:05:02 |                      |
| 4                 | Niu Wenbin             | China         | 4:05:36 |                      |
| 5                 | Luo Yadong             | China         | 4:06:49 |                      |
| 6                 | Brendan Boyce          | Irlanda       | 4:07:46 |                      |
| 7                 | Carl Dohmann           | Alemanha      | 4:10:22 |                      |
| 8                 | Jesús Ángel García     | Espanha       | 4:11:28 |                      |
| 9                 | Maryan Zakalnytskyy    | Ucrânia       | 4:12:28 | Recorde da temporada |
| 10                | Narcis Mihăilă         | Roménia       | 4:13:56 |                      |
| 11                | Quentin Rew            | Nova Zelândia | 4:15:54 |                      |
| 12                | Ato Ibáñez             | Suécia        | 4:17:04 |                      |
| 13                | Rafał Augustyn         | Polónia       | 4:20:25 |                      |
| 14                | Mathieu Bilodeau       | Canadá        | 4:21:13 |                      |
| 15                | Arturas Mastianica     | Lituânia      | 4:21:54 |                      |
| 16                | Michele Antonelli      | Itália        | 4:22:20 |                      |
| 17                | Alexandros Papamichail | Grécia        | 4:22:39 |                      |
| 18                | Horacio Nava           | México        | 4:24:16 |                      |
| 19                | Marc Tur               | Espanha       | 4:24:38 |                      |
| 20                | Jarkko Kinnunen        | Finlândia     | 4:25:36 |                      |
| 21                | Arnis Rumbenieks       | Letônia       | 4:28:18 |                      |
| 22                | Artur Brzozowski       | Polónia       | 4:30:17 |                      |
| 23                | Jonathan Hilbert       | Alemanha      | 4:30:43 |                      |
| 24                | Marc Mundell           | África do Sul | 4:41:39 |                      |
| 25                | Valeriy Litanyuk       | Ucrânia       | 4:42:18 |                      |
| 26                | Bence Venyercsán       | Hungria       | 4:45:04 |                      |
| 27                | Hayato Katsuki         | Japão         | 4:46:10 |                      |
| 28                | Rafał Sikora           | Polónia       | 4:50:08 | Recorde da temporada |
| 29                | Ivan Banzeruk          | Ucrânia       | DNF     | DNF                  |
| 29                | Teodorico Caporaso     | Itália        | DNF     | DNF                  |
| 29                | Andrés Chocho          | Equador       | DNF     | DNF                  |
| 29                | José Ignacio Díaz      | Espanha       | DNF     | DNF                  |
| 29                | Yohann Diniz           | França        | DNF     | DNF                  |
| 29                | Dzmitry Dziubin        | Bielorrússia  | DNF     | DNF                  |
| 29                | Máté Helebrandt        | Hungria       | DNF     | DNF                  |
| 29                | Tomohiro Noda          | Japão         | DNF     | DNF                  |
| 29                | Isaac Palma            | México        | DNF     | DNF                  |
| 29                | Aku Partanen           | Finlândia     | DNF     | DNF                  |
| 29                | Nathaniel Seiler       | Alemanha      | DNF     | DNF                  |
| 29                | Matej Tóth             | Eslováquia    | DNF     | DNF                  |
| 29                | Claudio Villanueva     | Equador       | DNF     | DNF                  |
| 29                | Wang Qin               | China         | DNF     | DNF                  |
| 29                | Cameron Corbishley     | Grã-Bretanha  | DSQ     | DSQ                  |
| 29                | Håvard Haukenes        | Noruega       | DSQ     | DSQ                  |
| 29                | Dominic King           | Grã-Bretanha  | DSQ     | DSQ                  |
| 29                | Ruslans Smolonskis     | Letônia       | DSQ     | DSQ                  |

Legenda
| Recorde mundial       | Recorde mundial (World record)               |                       | Recorde africano                      | Recorde africano (African) |                                           | Q | Classificado por posição (Qualified) |
| Recorde do campeonato | Recorde do campeonato (Championship record)  | Recorde da América    | Recorde da América (Americas)         | q                          | Classificado por melhor tempo (Qualified) |   |                                      |
| Melhor marca do ano   | Melhor marca do ano (World leading)          | Recorde asiático      | Recorde asiático (Asian)              | DNS                        | Não largou (Did not start)                |   |                                      |
| Recorde nacional      | Recorde nacional (National record)           | Recorde europeu       | Recorde europeu (European)            | DNF                        | Não terminou (Did not finish)             |   |                                      |
| Recorde pessoal       | Recorde pessoal do atleta (Personal best)    | Recorde da Oceania    | Recorde da Oceania (Oceania)          | DSQ / DQ                   | Desclassificado (Disqualified)            |   |                                      |
| Recorde da temporada  | Recorde da temporada do atleta (Season best) | Recorde sul-americano | Recorde sul-americano (South America) | NM                         | Sem marca (No mark)                       |   |                                      |